# Akela Cooper
Akela Cooper (* 1980 oder 1981 in Hayti, Missouri) ist eine US-amerikanische Drehbuchautorin und Fernsehproduzentin.

## Leben und Karriere
Akela Cooper wuchs gemeinsam mit ihren drei Geschwistern auf einer Farm in Hayti im US-amerikanischen Bundesstaat Missouri auf. Schon früh verfolgte sie den Berufswunsch, Autorin werden zu wollen, und schloss 2003 ein Studium im Kreativen Schreiben an der Truman State University ab. Im Anschluss absolvierte sie einen Masterabschluss im Drehbuchschreiben an der University of Southern California und wurde ins Mentorenprogramm von CBS aufgenommen, wo sie mit anderen Autoren in Kontakt kam.
Über das Mentorenprogramm erhielt Cooper einen Assistenzjob bei der dystopischen Serie Jericho – Der Anschlag, der ihren Einstieg ins Fernsehgeschäft darstellte. Im Anschluss arbeitete sie als Drehbuchautorin und Story Editor für die Serie Grimm, ehe Cooper Mitte der 2010er Jahre für die Serien Witches of East End, The 100 und American Horror Story vermehrt auch als Produzentin tätig war. Für ihre Arbeit an der Superheldenserie Marvel’s Luke Cage erhielt Cooper im Jahr 2017 Nominierungen für einen Image Award und einen Black Reel Award. Im Folgejahr gab die Drehbuchautorin mit dem Slasher-Film Hell Fest ihr Spielfilmdebüt, ehe 2021 der von ihr geschriebene Horrorfilm Malignant folgte. Auch bei den Horrorfilmen M3GAN (2022) und The Nun II (2023) fungierte sie als Drehbuchautorin. In gleicher Funktion soll sie ebenso bei einer Filmadaption der Kurzgeschichte Don’t Look und der Comicverfilmung The Lot tätig sein.
Cooper lebt in Los Angeles.

## Filmografie
- 2012: TRON: Der Aufstand (TRON: Uprising, Fernsehserie, Folge 1x12)
- 2012–2013: Grimm (Fernsehserie, 3 Folgen)
- 2014: Witches of East End (Fernsehserie, Folge 2x06)
- 2014–2015: The 100 (Fernsehserie, 3 Folgen)
- 2016: American Horror Story (Fernsehserie, Folge 6x05)
- 2016–2018: Marvel’s Luke Cage (Fernsehserie, 4 Folgen)
- 2018: Hell Fest
- 2018–2019: Avengers – Gemeinsam unbesiegbar! (Avengers Assemble, Fernsehserie, 2 Folgen)
- 2019: Chambers (Fernsehserie, Folge 1x02)
- 2021: Jupiter’s Legacy (Fernsehserie, Folge 1x04)
- 2021: Malignant
- 2022: Star Trek: Strange New Worlds (Fernsehserie, 2 Folgen)
- 2022: M3GAN
- 2023: The Nun II

## Auszeichnungen
NAACP Image Awards 2017
- Nominierung für das Beste Drehbuch einer Dramaserie (Marvel’s Luke Cage – Folge Manifest)[8]

Black Reel Awards 2017
- Nominierung für die Beste Dramaserie (Marvel’s Luke Cage, gemeinsam nominiert mit Produzent Aida Mashaka Croal)[9]